# Victor Meyer
Victor Meyer, född den 8 september 1848 i Berlin, död (genom självmord) den 8 augusti 1897 i Heidelberg, var en tysk kemist.

## Biografi
Meyer blev professor 1871 vid Polytechnikum i Stuttgart, 1872 i Zürich, 1885 vid universitetet i Göttingen och 1889 (efter Robert Wilhelm Bunsen) i Heidelberg. Meyer var en av sin tids mest framstående kemister och gjorde flera viktiga upptäckter inom den organiska kemin. Bland hans tidigare arbeten kan nämnas syntesen av alifatiska nitroföreningar (1872) och av oximerna (1882). Studiet av 2 isomera benzildioximer gav upphov till teorin om kvävets stereoisomeri. En annan undersökningsserie omfattade de alifatiska azoämnena (1875-92). Meyers metod att bestämma ångors densitet respektive molekylmassa hos sådana ämnen, som kan förgasas, utmärks genom enkelhet och vidsträckt användbarhet. Denna metod blev utgångspunkten för hans omfattande pyrokemiska undersökningar. Han bestämde gastätheten och därigenom molekylmassan för fosforpentasulfid, indiumklorid, Koppar(I)klorid, arseniktrioxid, tenn(II)klorid, antimontrioxid, kadmiumbromid och undersökte den termiska dissociationen av halogenerna och av jodvätesyra vid höga temperaturer. I samband med dessa arbeten står hans undersökningar över oorganiska salters smältpunkter. År 1882 upptäckte han tiofen och 1892 jodo-, jodoso- och jodoniumföreningarna.
Tillsammans med Paul Heinrich Jacobson utgav Meyer en lärobok i organisk kemi (1891-96; andra upplagan utgiven av Jacobson 1906 ff.), som på sin tid ansågs som det bästa och mest omfattande verket i ämnet. Meyer var inte endast en framgångsrik vetenskapsman, utan även en högt bildad och konstnärligt begåvad människa med mångsidiga intressen. Royal Society tilldelade honom Davymedaljen 1891. Han var ledamot av Vetenskapssocieteten i Uppsala från 1894.